# Eochaid V Uairches
Eochaid V Uairches (staroirl.: Eochaidh Uaircheas; Eochaid Szalupka) – legendarny zwierzchni król Irlandii z dynastii Milezjan (linia Emera) w latach 442-430 p.n.e. Syn Lugaida I Iardonna, zwierzchniego króla Irlandii.
Po śmierci ojca z ręki Sirlama, wyemigrował za morze, otrzymując z tego powodu przydomek „Szalupka”. Sirlam objął po zabitym zwierzchni tron irlandzki. Po szesnastu lub trzynastu latach, Eochaid powrócił do ojczyzny, po czym zabił strzałą arcykróla. W ten sposób zemścił się za śmierć ojca oraz objął zwierzchnią władzę nad Irlandią. Rządził wyspą przez dwanaście lat, gdy zginął z rąk Eochaida Fiadmuine i Conainga Begeglacha, synów Congala Cosgaracha, wnuka arcykróla Muiredacha I Bolgracha. Bracia ci mieli wspólną matkę, która także była matką Eochaida V. Ten pozostawił po sobie syna Lugaida Laimderga, przyszłego zwierzchniego króla Irlandii.